# فرودگاه ایلیامنا
فرودگاه ایلیامنا (به انگلیسی: Iliamna Airport) یک فرودگاه همگانی بهره‌برداری هوایی با کد یاتا ILI است که یک باند فرود آسفالت دارد و طول باند آن ۱۵۵۰ متر است. این فرودگاه در شهر ایلیامنا، آلاسکا کشور ایالات متحده آمریکا قرار دارد و در ارتفاع ۵۹ متری از سطح دریا واقع شده‌است.